# Luci Pompeu
Luci Pompeu (en llatí Lucius Pompeius o Pompaeus) va ser un militar romà del segle ii aC. Formava part de la gens Pompeia.
Va ser tribú militar l'any 171 aC a l'exèrcit del cònsol Publi Licini Cras, quan aquest lliurava la guerra a Grècia contra el rei Perseu de Macedònia.